# Atka Glacier
Atka Glacier är en glaciär i Antarktis. Den ligger i Östantarktis. Nya Zeeland gör anspråk på området. Atka Glacier ligger 1 016 meter över havet.
Terrängen runt Atka Glacier är kuperad. Trakten är obefolkad. Det finns inga samhällen i närheten. 